# Еленка (приток Вытебети)
Еленка — река в России, протекает по Калужской и Орловской областям. Левый приток Вытебети.

## География
Река Еленка берёт начало в Хвастовичском районе Калужской области у посёлка Еленский. Течёт на юго-восток, пересекает границу с Орловской областью. На реке расположены населённые пункты Еленский, Тросна и Еленка. Устье реки находится в 78 км от устья Вытебети. Длина реки составляет 16 км, площадь водосборного бассейна — 78,2 км².

## Данные водного реестра
По данным государственного водного реестра России относится к Окскому бассейновому округу, водохозяйственный участок реки — Ока от города Белёв до города Калуга, без рек Упа и Угра, речной подбассейн реки — бассейны притоков Оки до впадения Мокши. Речной бассейн реки — Ока.
Код объекта в государственном водном реестре — 09010100512110000020056.